# Agripino (magister militum)
Agripino (fl. 451–462) fue un militar romano occidental. Ocupó el cargo de magister equitum per Gallias en dos periodos: entre 451 y 456 bajo los gobiernos de Valentiniano III, Petronio Máximo y Avito, así como en 462 dentro del de Libio Severo.

## Carrera política
No se conoce su fecha y lugar de nacimiento aunque se supone que pertenecía a la aristocracia galorromana. Fue ascendido a comes por Avito durante el periodo en que este ejerció como magister equitum per Gallias a finales de la década de 430. En el 451 fue nombrado para este cargo durante el gobierno de Valentiniano III y lo mantuvo con sus sucesores Petronio Máximo y Avito.
Cayó en desgracia tras alcanzar el poder Mayoriano y en 457 fue acusado por Egidio de traición y de favorecer a los invasores bárbaros. Probablemente, los burgundios. Esto conllevó su sustitución por Egidio y su marcha a Rávena. Allí fue condenado a muerte sin, ni siquiera, ser escuchado. Sin embargo, pudo escapar de la prisión y esconderse hasta que, durante el gobierno de Libio Severo y tras la negativa de Egidio a reconocer al nuevo emperador, fue restituido en su puesto y enviado otra vez a la Galia para sustituir al rebelde. En nombre de la Administración imperial, entregó Narbona a los visigodos a cambio de su ayuda militar contra Egidio.

Este mismo conde Egidio volvió a aparecer en la escena goda un año después cuando ayudado por guerreros francos atacó la frontera que marcaba el río Loira, derrotando y acabando con la vida de un personaje clave para Teodorico II, su hermano Frederico.